# Philipp Becker (Jurist)
Philipp Becker (* 6. April 1702 in Rinteln; † 24. Oktober 1747 ebenda)  war ein deutscher Rechtswissenschaftler.

## Leben
Philipp wurde als Sohn des Steuerrezeptors in der Grafschaft Hessen-Schaumburg Philipp Friedrich Becker und dessen Frau Anna Catharina Freund geboren. Anfänglich besuchte er die Schule seiner Geburtsstadt um 1720 an der Universität Rinteln ein Studium der philosophischen und juristischen Wissenschaften zu absolvieren.  Hierzu besuchte er die Vorlesungen an der philosophischen Fakultät von Johann Kahler, Friedrich Wilhelm Bierling und Friedrich Ulrich Pestel (* 25. Januar 1691 in Rinteln; † 3. November 1764 ebd.). An der Juristenfakultät wurden Henrich Ernst Kestner, Hermann Zoll (* 3. Februar 1643 in Kassel; † 7. Februar 1725 in Rinteln) und der Pestel seine Lehrer. An der Universität Utrecht setzte er bei Everard Otto seine Studien fort. Zurückgekehrt in die hessische Heimat erhielt er nach dem Tod seines Vaters dessen Stelle. Am 27. Oktober 1732 erwarb er sich an der Rintelner Hochschule das Lizentiat der Rechte, wurde Anwalt einer Kanzlei in Rinteln und man ernannte ihn am 15. November 1742 zum außerordentlichen Professor der Rintelner Juristenfakultät. Jedoch blieb ihm nicht viel Wirkungszeit beschieden, weil er fünf Jahre später verstarb.
Aus seiner am 15. Mai 1737 in Rinteln geschlossenen Ehe mit Johanne Sophie Huxholtz (* 1716), die Tochter des Kanzleirats Johann Valentin Huxholtz (* 25. Januar 1675 in Kassel; † 8. Dezember 1751 in Rinteln) und dessen am 9. Oktober 1710 geheirateten Frau Marien Catharinen Chuno († 1716), stammt die Tochter Johanne Fridericke Becker.

## Werke (Auswahl)
- Exercitatio acad.  Illustrans L. fin. C. de edicto Divi Hadriani tollendo. Rinteln 1723 (Präsens: F. U. Pestel, Online)
- Disp. Inaug. De comitiis provincialibus, vulgo Land-Tagen. Rinteln 1732 (Präsens Friedrich Ulrich Pestel)
- Progr. Inaug de arbitrio judicis ad artemboni & aequirestricto. Rinteln 1742 (Online)
- Progr. De tempore academico in studio juris prudentiae collocando. Rinteln 1743 (Online)
- Vorbereitung der Rechtsgelahrtheit, worinnen die Erlernung, Nutzen und Gebrauch derselben, sowohl als andere hinzu dienende Wissenschaften, wie auch die besten Bücher angetzeigtwarden, zum Gebrauch akademischer Lectionen in 3 Theilen entworfen. Rinteln 1745